# Mirosław Kuczyński
Pour les articles homonymes, voir Kuczynski.
Mirosław Kuczyński, né en 1947, est un ancien joueur polonais de basket-ball. Il évolue durant sa carrière au poste de pivot.

## Palmarès
- Championnat de Pologne 1966, 1969
- 3e du championnat d'Europe 1967